# Браженка
Бра́женка (деколи — Бражинка)  — село в Україні, у Черняхівській селищній територіальній громаді Житомирського району Житомирської області. Кількість населення становить 256 осіб (2001). У 1923—54 роках — адміністративний центр однойменної сільської ради.

## Населення
Станом на 1885 рік в селі мешкало 567 осіб, налічувалося 61 дворове господарство.
За переписом 1897 року кількість мешканців зросла до 844 осіб (426 чоловічої статі та 418 — жіночої), з яких 780 — православної віри.
За Географічним словником Королівства Польського, в кінці 19 століття в селі проживали 746 мешканців, дворів — 137.
Кількість мешканців у 1906 році становила 956, дворів — 151, у 1923 році — 210 дворів та 1 110 мешканців.
Відповідно до результатів перепису населення СРСР, кількість населення, станом на 12 січня 1989 року, становила 280 осіб. Станом на 5 грудня 2001 року, відповідно до перепису населення України, кількість мешканців села становила 256 осіб.

## Історія
В другій половині 19 століття — сільце Житомирського повіту, на річці Бодак, входило до православної парафії с. Селець, за 2 версти.
Станом на 1885 рік — колишнє власницьке сільце Фасівської волості Житомирського повіту Волинська губернії, біля річки Половня, був заїзд.
В кінці 19 століття — село Фасівської волості Житомирського повіту, за 32 версти від Житомира, на річці Бодяк (Половня), притоці Тростяниці. Входило до православної парафії в Сільці, належало Станіславові М'яновському.
У 1906 році — сільце Фасівської волості (7-го стану) Житомирського повіту Волинської губернії. Відстань до губернського та повітового центру, м. Житомир, становила 38 верст, до волосного центру, с. Фасова — 13 верст. Найближче поштово-телеграфне відділення розташовувалося на хуторі Фасовка.
У 1910 році в селі відкрито початкове училище, де 3 вчителі навчало 58 дітей, з них 54 хлопчики і 4 дівчинки. Першим завідувачем школи був Антоненко Станіслав Васильович. Населення села займалось хліборобством, бондарством, чоботарством. Всього дворів, що займалися різними промислами, було 89.
У 1923 році увійшло до складу новоствореної Браженської сільської ради, котра, 7 березня 1923 року, включена до складу новоутвореного Фасівського району Коростенської округи; адміністративний центр ради. Відстань до районного центру, с. Фасова, становила 9 верст.
23 вересня 1925 року, відповідно до постанови ВУЦВК та РНК УСРР «Про зміни в адміністративно-територіальному поділі Житомирської та Коростенської округ», село, разом із сільською радою, передане до складу Потіївського району Волинської округи. 11 серпня 1954 року Браженську сільську раду ліквідовано, село включене до складу Селецької сільської ради Потіївського району. 21 вересня 1959 року, в складі сільської ради, увійшло до Черняхівського району Житомирської області.
У 2020 році, відповідно до розпорядження Кабінету Міністрів України № 711-р від 12 червня 2020 року «Про визначення адміністративних центрів та затвердження територій територіальних громад Житомирської області», територію та населені пункти Селецької сільської ради включено до складу Черняхівської селищної територіальної громади Житомирського району Житомирської області.

## Постаті
- Мосійчук Олександр Вікторович (1998—2022) — солдат Збройних сил України, учасник російсько-української війни.